# Шей Ґілджес-Александер
Шейвонт Ейшен «Шей» Гілджес-Александер (англ. Shaivonte Aician «Shai» Gilgeous-Alexander; нар. 12 липня, 1998 у Торонто, провінція Онтаріо, Канада) — канадський баскетболіст, гравець команди НБА «Оклахома-Сіті Тандер». Грає на позиції розігруючого захистника. Був обраний на драфі НБА 2018 року у першому раунді під загальним 11-м номером командою «Шарлотт Горнетс».